# Ам (Па де Кале)
Ам (фр. Ames) насеље је и општина у североисточној Француској у региону Север-Па д Кале, у департману Па де Кале која припада префектури Béthune.
По подацима из 2011. године у општини је живело 637 становника, а густина насељености је износила 181,48 становника/km². Општина се простире на површини од 3,51 km². Налази се на средњој надморској висини од 53 метара (максималној 99 m, а минималној 52 m).

## Демографија
| 1962. | 1968. | 1975. | 1982. | 1990. | 1999. | 2011. |
| ----- | ----- | ----- | ----- | ----- | ----- | ----- |
| 610   | 639   | 611   | 601   | 555   | 518   | 637   |

График промене броја становника у току последњих година